# Hiệp sĩ Cứu tế
Hiệp sĩ Cứu tế hay Y viện Hiệp sĩ Đoàn hay Hiệp sĩ Y viện (còn được gọi là Giáo binh đoàn Tối cao của Thánh John của Jerusalem của Rhodes và của Malta, Hiệp sĩ Malta, Hiệp sĩ của Rhodes, và Hiệp sĩ Malta; tiếng Pháp: Ordre des Hospitaliers, tiếng Anh: Knight Hospitaller) khởi đầu là bệnh viện Amalfi được thành lập ở Jerusalem vào năm 1080 nhằm chăm sóc những người hành hương nghèo và bệnh tật đến Đất Thánh. Sau cuộc chinh phục Jerusalem vào năm 1099 trong cuộc Thập tự chinh thứ nhất, nó đã được cho phép trở thành một giáo đoàn (quân đoàn), và được giao nhiệm vụ chăm sóc và bảo vệ Đất Thánh. Sau khi lãnh thổ của những người theo Kitô giáo bị mất ở Đất Thánh, Giáo đoàn tiếp tục hoạt động từ đảo Rhodes, là lãnh thổ mà họ có chủ quyền, rồi về sau từ Malta nơi họ cai trị như một thành bang chư hầu dưới quyền tổng trấn Sicilia của Tây Ban Nha.
Khi Napoléon Bonaparte chiếm Malta năm 1798, dòng tu Hiệp sĩ ngưng mối liên hệ với tất cả các tổ chức tôn giáo hay chính trị bên ngoài, và cố gắng duy trì sự tồn tại độc lập cho đến ngày nay dưới cái tên Dòng Chiến sĩ Toàn quyền Malta (Sovereign Military Order of Malta).

## Lịch sử

### Sự thành lập và buổi ban đầu
Năm 600, Viện phụ Probus được Giáo hoàng Grêgôriô I (còn gọi là Grêgôriô Cả) ủy nhiệm xây dựng một bệnh viện ở Jerusalem để chăm sóc những người hành hương theo Kitô giáo tới Vùng Đất Thánh. Năm 800, Hoàng đế Charlemagne mở rộng bệnh viện của Probus và xây thêm một thư viện. Khoảng 200 năm sau, năm 1005, Khalip Al Hakim cho phá hủy bệnh viện và 3000 tòa nhà khác ở Jerusalem. Năm 1023, các thương gia từ Amalfi và Salerno được vua Ai Cập là Ali az-Zahir cho phép xây dựng lại bệnh viện. Bệnh viện được xây dựng lại trên nền tu viện Thánh Gioan the Baptist, chăm sóc những người hành hương tới thăm các nơi linh thiêng của với người Kitô hữu. Bệnh viện được quản lý bởi các tu sĩ Dòng Biển Đức.
Dòng tu Cứu tế được Gerard Thom thành lập sau cuộc Thập tự chinh lần thứ nhất, ông giữ vai trò lãnh đạo và được Giáo hoàng Pascalê II ra sắc lệnh công nhận năm 1113. Gerard giành được các lãnh thổ và lợi tức cho tổ chức của mình trên khắp trong và ngoài vương quốc Jerusalem. Người kế vị ông, Raymond du Puy de Provence lập bệnh xá Hospitaller quan trọng đầu tiên ở gần nhà thờ Mộ Thánh tại Jerusalem. Ban đầu họ chăm sóc những người hành hương, nhưng nhanh chóng trở thành các đội hộ tống, rồi phát triển thành lực lượng quân sự đích thực.
Dòng tu Hiệp sĩ Cứu tế và Hiệp sĩ dòng Đền, thành lập năm 1119, trở thành những thế lực Kitô giáo hùng mạnh nhất trong khu vực. Dòng tu giành được nhiều danh tiếng trong các trận giao tranh với quân Hồi giáo, chiến sĩ của dòng tu mặc áo choàng màu đen với thập tự trắng.
Giữa thế kỷ 12, họ phân chia rõ rệt thành những lực lượng quân sự và những người chữa bệnh. Họ vẫn là một tổ chức tôn giáo được giáo hoàng ban nhiều đặc quyền, ví dụ như họ chỉ chịu dưới quyền duy nhất giáo hoàng, được miễn thuế và được phép xây dựng các công trình tôn giáo. Rất nhiều công sự của người Kitô hữu ở Vùng Đất Thánh là do họ và các Hiệp sĩ dòng Đền xây. Vào thời đỉnh cao của vương quốc Jerusalem, người của dòng tu này nắm giữ 7 thành trì lớn và 140 khu đất. Hai thành lớn nhất, nền tảng cho sức mạnh của họ ở vương quốc Jerusalem và công quốc Antioch là các thành Krak des Chevaliers và Margat. Đất đai của dòng tu được chia thành các giáo khu (tu viện), được chia nhỏ thành các địa hạt, rồi thành các trang ấp (commandery). Hoàng đế La Mã Thần thánh là Friedrich I Barbarossa ban bản hiến chương năm 1185, cam kết bảo vệ Dòng tu và các đặc quyền của họ.

### Hiệp sĩ xứ Cyprus và Rhodes

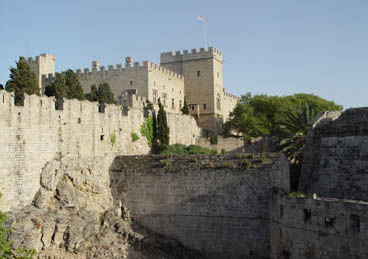
Pháo đài của Dòng tu Hiệp sĩ tại Rhodes

Các Hiệp sĩ cuối cùng cũng bị đánh bật khỏi Jerusalem do sự bành trướng thế lực của người Hồi giáo. Sau khi Vương quốc Jerusalem mất (thành phố Jerusalem thất thủ năm 1187), các Hiệp sĩ phải dồn về Hạt Tripoli, rồi sau khi thành phố Acre bị chiếm năm 1291, dòng tu phải chạy về Vương quốc Síp để tránh nạn. Nhận thấy họ càng ngày càng bị cuốn vào cuộc tranh đấu chính trị tại Síp, Đại thống lĩnh của dòng tu là Guillaume de Villaret vạch kế hoạch bỏ đi, chọn đảo Rhodes làm quê hương mới cho họ. Người kế nhiệm ông là Fulkes de Villaret thực thi kế hoạch này, để rồi tới ngày 15 tháng 8 năm 1309, sau hơn hai năm chinh phạt, đảo Rhodes chịu khuất phục trước các hiệp sĩ của dòng tu. Họ cũng giành được quyền cai quản một số hòn đảo nhỏ lân cận, và các cảng Bodrum và Kastelorizo.

Đảo Rhodes và các lãnh thổ sở hữu bởi các Hiệp sĩ Hospitaller dòng Thánh John (màu xanh nước biển).

Năm 1312, dòng tu Hiệp sĩ dòng Đền bị giải tán, phần lớn tài sản của dòng tu này được chuyển cho các Hiệp sĩ Cứu tế. Đất đai của họ được chia thành 8 tổng (nguyên: tounge) (một ở Aragon, tỉnh Auvergne, lãnh địa hoàng gia xứ Castile, Anh, Pháp, Đức, Ý, và xứ Provence). Mỗi tổng được cai quản bởi một tu viện trưởng, hoặc, nếu có nhiều hơn một tu viện trưởng, thì bởi một Đại tu viện trưởng. Tại Rhodes và sau này tại Malta, các Hiệp sĩ của mỗi tổng chịu dưới quyền trưởng thái ấp. Đại tu viện trưởng của Anh tại thời điểm đó là Philip Thame, người đã mang lại cho họ các lãnh địa thuộc tổng Anh quốc từ năm 1330 cho tới năm 1358.
Trên đảo Rhodes, các hiệp sĩ Cứu tế, khi đó cũng được gọi là các Hiệp sĩ đảo Rhodes, buộc phải chuyển thành một lực lượng quân sự, chiến đấu chống lại lực lượng cướp biển người Berber. Họ chống trả thành công hai cuộc xâm lăng vào thế kỷ 15, lần thứ nhất bởi vua Ai Cập năm 1444, lần thứ hai bởi vua Thổ là Mehmed II năm 1480, người sau khi hạ thành Constantinopolis, đặt việc triệt hạ Dòng tu lên mục tiêu hàng đầu của ông.
Năm 1494, họ xây dựng một thành trì mạnh trên bán đảo Halicarnassus (nay là Bodrum), sử dụng những tàn tích của Lăng mộ Maussollos, một trong bảy kỳ quan của thế giới cổ đại, để củng cố cứ điểm này.
Năm 1522, một đạo quân mới xuất hiện: 400 chiến thuyền Ottoman dưới sự chỉ huy của vua Suleiman I tung từ 100.000 đến 200.000 quân lên đảo. Để chống trả, các Hiệp sĩ, dưới quyền Đại thống lĩnh Philippe Villiers de L'Isle-Adam, có chừng 7.000 chiến binh phòng ngự trong các pháo lũy. Cuộc bao vây Rhodes (1522) kéo dài sáu tháng, kết cục là dòng tu bị đánh bại, các Hiệp sĩ sống sót được phép di tản đến Sicilia.

### Hiệp sĩ xứ Malta

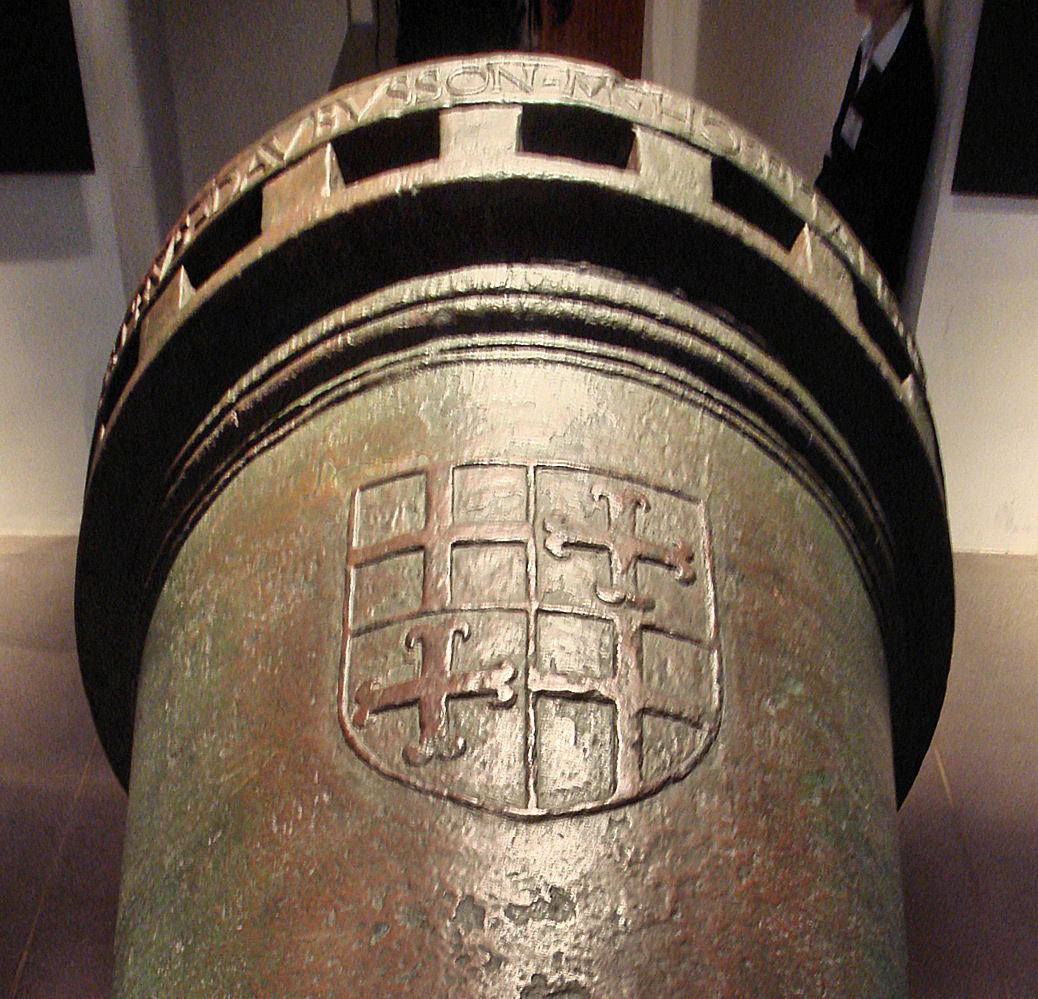
Phù hiệu của các Hiệp sĩ Cứu tế. Dòng chữ khắc trên phù điêu: "F. PETRUS DAUBUSSON M HOSPITALIS IHER".

Sau bảy năm lang thang nay đây mai đó ở châu Âu, cuối cùng các Hiệp sĩ cũng tìm được chỗ trú ngụ năm 1530, khi Hoàng đế Karl V của Thánh chế La Mã, với tư cách là Vua Sicilia, ban cho họ đảo Malta, Gozo và cảng biển bắc Phi Tripoli, vĩnh viễn làm đất phong, để đổi lại vật tiến cống hàng năm là một con chim ưng Malta, mà họ sẽ phải dâng lên cho đại diện của vua, phó vương Sicilia, vào ngày Lễ Các Thánh. (Chi tiết lịch sử này được sử dụng trong cuốn sách nổi tiếng The Maltese Falcon - Chim ưng xứ Malta) của nhà văn Dashiell Hammett.
Các Hiệp sĩ Cứu tế tiếp tục các hoạt động quân sự chống lại người Hồi giáo và bọn cướp biển người Berber. Mặc dầu chỉ có trong tay vài thuyền chiến, họ đã nhanh chóng làm cho Đế quốc Ottoman phải tức giận, và không hài lòng thấy họ ổn định trở lại. Năm 1565, vua Thổ là Suleiman I đưa một đạo quân gồm 40.000 người đến để vây hãm 700 hiệp sĩ và 8.000 binh lính của Dòng tu nhằm trục xuất họ khỏi Malta.
Lúc đầu, cuộc chiến diễn ra không thuận lợi cho các Hiệp sĩ Cứu tế, giống như những gì đã diễn ra ở Rhodes: phần lớn các thị trấn bị phá hủy, phân nửa số hiệp sĩ tử trận. Tới ngày 18 tháng 8, tình hình của phe bị bao vây đã trở nên tuyệt vọng: quân số sút giảm hàng ngày, lực lượng còn lại quá mỏng để có thể cầm giữ toàn bộ tuyến phòng thủ kéo dài. Tuy nhiên, khi bộ chỉ huy đề xuất bỏ các pháo đài Il Borgo và Senglea để rút lui về pháo đài St. Angelo thì bị Đại thống lĩnh của Dòng tu là Hiệp sĩ Jean Parisot de la Valette bác bỏ.
Phó vương Sicilia cũng không gửi quân cứu viện tới, có lẽ vì Phó vương nhận được chỉ thị rất mập mờ từ vua Felipe II của Tây Ban Nha, nên ông phải gánh chịu lấy trách nhiệm quyết định liệu có nên gửi quân tiếp viện cho các Hiệp sĩ, tức là làm yếu đi lực lượng phòng thủ của bản thân mình. Nếu ông lựa chọn sai lầm, thì ông sẽ phải trả giá đắt, đặt Sicilia và Naples vào thế nguy hiểm trước mối đe dọa từ quân Ottoman. Tuy nhiên, con trai của ông cũng đang phục vụ dưới trướng La Valette, nên ông cũng khó lòng mà tỏ ra dửng dưng trước số phận của pháo đài này. Dù lý do gì đi chăng nữa dẫn đến sự chậm trễ gửi quân tiếp viện, khi Phó vương do sức ép từ phía các sĩ quan dưới quyền gửi viện binh đến Malta, thì kết cục trận đánh đã ngã ngũ, từ chính những nỗ lực đầy quả cảm và tuyệt vọng của các Hiệp sĩ Dòng đền.

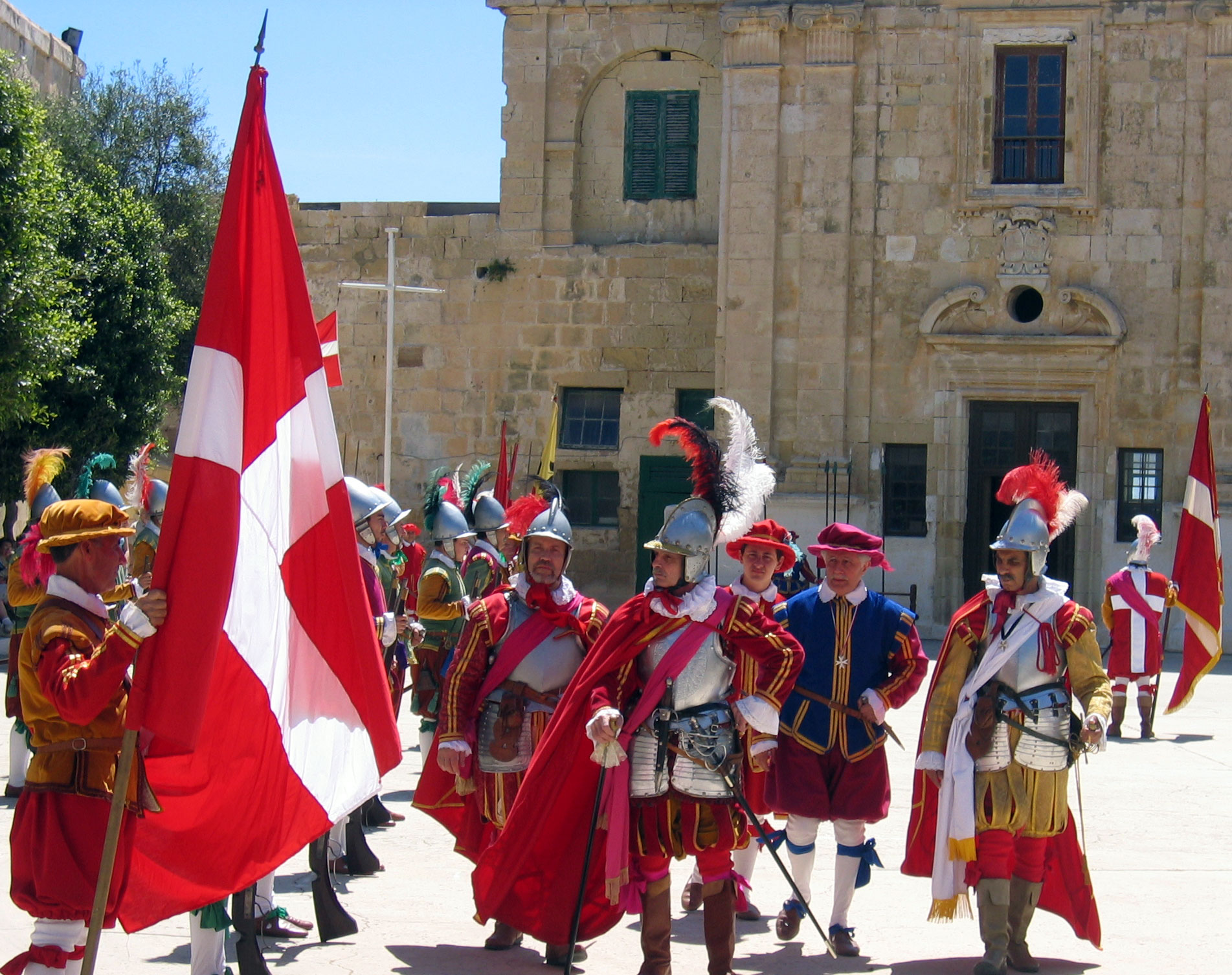
Tái hiện quang cảnh diễn tập quân sự của các Hiệp sĩ ở thế kỷ 16. Pháo đài Saint Elmo, Valletta, Malta, 8 tháng 5 năm 2005

Ngày 23 tháng 8, quân Thổ lại mở một cuộc xung phong lớn, và cũng là nỗ lực cuối cùng từ phía lực lượng bao vây. Phải hết sức vất vả, quân trú phòng mới đẩy lui được cuộc tấn công này, thậm chí những người đã bị thương cũng phải tham dự trận đánh. Tình thế quân Thổ tuy nhiên cũng đã trở nên hết sức bi đát. Ngoại trừ pháo đài St. Elmo, các thành lũy khác vẫn còn nguyên vẹn.. Quân trú phòng làm việc suốt ngày đêm để sửa chữa các chỗ thành bị đánh vỡ, và khả năng chiếm Malta với quân Thổ ngày càng trở nên xa vời. Nhiều binh lính Ottoman trong các khu trại chật hẹp đổ bệnh vì thời tiết nóng nực mùa hè. Đạn dược và lương thục khan hiếm, binh sĩ Ottoman ngày càng mất tinh thần bởi các cuộc tấn công thất bại và thương vong. Một đòn nghiêm trọng nữa giáng xuống họ là việc một thủ lĩnh tài năng của họ, tướng cướp biển kiêm đô đốc Turgut Reis của hạm đội Ottoman, chết ngày 23 tháng 6 do bị thương trong khi chỉ huy pháo kích các pháo đài của Dòng tu. Các chỉ huy quân Thổ, Piyale Pasha và Mustafa Pasha hành động rất vô trách nhiệm. Dù họ nắm trong tay một hạm đội lớn, họ chỉ sử dụng hữu ích nó trong có đúng một lần. Họ sao nhãng liên lạc với Bắc Phi, và không thực hiện bất cứ biện pháp nào để đề phòng, chặn đánh viện binh từ Sicilia cho quân phòng thủ.
Ngày 1 tháng 9, quân Thổ tiến hành nỗ lực cuối cùng nhằm chiếm Malta, nhưng nhuệ khí binh sĩ của họ đã suy sụp nghiêm trọng, cuộc tấn công diễn ra hết sức hời hợt, trong khi tinh thần quân trú phòng ngày càng lên cao, vì họ có thể thấy thắng lợi đã đến gần. Khi quân Thổ nghe tin quân tiếp viện từ Sicilia đã cập cảng Mellieħa, mà không biết rằng đó chỉ là một toán quân nhỏ, họ nhổ trại và tháo lui ngày 8 tháng 9. Cuộc vây hãm Malta (1565) có lẽ là cuộc giao tranh lớn cuối cùng mà phía các Hiệp sĩ dòng tu giành được chiến thắng quyết định.
Khi quân Ottoman rút lui, phía lực lượng Hiệp sĩ Cứu tế chỉ còn 600 người còn khả năng chiến đấu. Người ta ước tính lúc đỉnh điểm, quân Thổ lên tới chừng 40 ngàn người, trong đó chừng 15 ngàn sống sót trở về Constantinopolis. Cuộc vây hãm được mô tả hết sức sinh động trong các tranh tường của Matteo Perez d'Aleccio trong đại sảnh St. Michael và St. George, cũng còn được biết đến với tên gọi Phòng Vương miện, trong lâu đài Đại thống lĩnh ở Valletta. Bốn trong các bức mẫu, được Perez d'Aleccio vẽ bằng dầu khoảng từ 1576 đến 1581, có thể tìm thấy ở Cube Room tại Queen's House, Greenwich, London. Sau đó một thành phố mới được xây lại, mang tên Valletta để ghi nhớ tới vị đại thống lĩnh đã đương đầu với cuộc vây hãm.
Năm 1607, thống lĩnh của Cứu tế được phong tước vị Reichsfürst (hoàng thân của Đế quốc La Mã Thần thánh, mặc dù lãnh thổ của Hội luôn nằm ở phái nam của Đế quốc). Năm 1630, thống lĩnh được ban quyền ngang với Hồng y Giáo chủ, cùng với tước hiệu His Most Eminent Highness.
Sau chiến thắng của Kitô giáo trước hạm đội Thổ ở trận Lepanto năm 1571, các hiệp sĩ tiếp tục tấn công cướp biển và các thuyền của người Hồi giáo, căn cứ của họ trở thành trung tâm buôn bán nô lệ vào thế kỷ 18, bán những người châu Phi và người Thổ bị bắt làm tù binh, đồng thời trả tự do cho nô lệ theo Kitô giáo.

### Rối loạn ở châu Âu
Hội đã mất nhiều tài sản ở châu Âu sau sự lớn mạnh của đạo Tin Lành và chủ nghĩa quân bình của người Pháp, nhưng vẫn trụ lại được ở Malta. Tài sản của chi nhánh ở Anh bị sung công năm 1540. Năm 1577, vùng Brandenburg ở Đức theo đạo Tin Lành, nhưng vẫn đóng góp chi phí cho Hội cho đến khi vua Phổ chiếm năm 1812. Johanniter Orden được khôi phục như là tổ chức của Knights Hospitaller ở Phổ năm 1852.
Các Hiệp sĩ xứ Malta có ảnh hưởng mạnh mẽ trong Hải quân Đế quốc Nga và Hải quân Pháp thời kỳ tiền cách mạng. Khi De Poincy được bổ nhiệm làm thống đốc thuộc địa của Pháp ở St. Kitts năm 1639 thì ông ấy đã là một thành viên xuất chúng của các Hiệp sĩ, và ông ấy bố trí đoàn tùy tùng với các huy hiệu của hội. Ảnh hưởng của Hội ở vùng Caribbe bị lu mờ sau cái chết của ông năm 1660. Ông ấy cũng đã mua hòn đảo Saint Croix như là tài sản cá nhân và nhượng lại cho các Hiệp sĩ. Năm 1665, đảo St. Croix được công ty Đông Ấn ở Pháp mua lại, chấm dứt sự hiện diện của các Hiệp sĩ ở vùng Caribbe.
Năm 1789, nước Pháp nổ ra một cuộc cách mạng và phong trào chống tăng lữ, quý tộc khiến cho nhiều hiệp sĩ và quý tộc Pháp phải bỏ trốn. Rất nhiều nguồn lợi truyền thống của Hội ở Pháp đã bị mất vĩnh viễn.
Sắc lệnh bãi bỏ hệ thống phong kiến của Hội đồng lập pháp quốc gia Pháp (1789) đã thủ tiêu Hội ở Pháp. Chính quyền cách mạng Pháp đã chiếm đoạt các tài sản của Hội ở Pháp năm 1792.

### Mất Malta

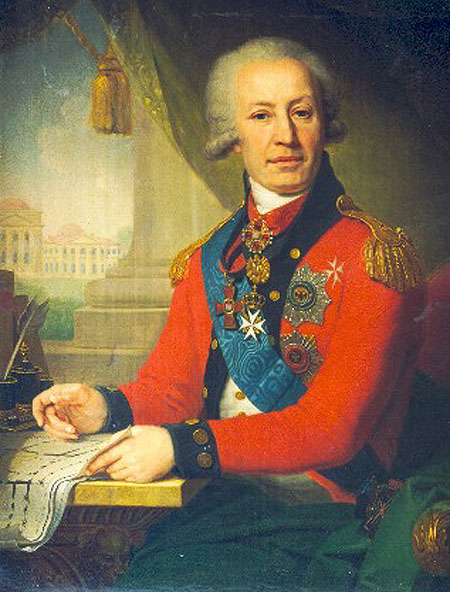
Bá tước Vassiliev, một Thủ lĩnh của các Hiệp sĩ trong thế kỷ 19

Các thành lũy của Malta bị Napoléon chiếm năm 1798, trong cuộc chinh phạt Ai Cập. Rất mưu mẹo, Napoléon đòi một cảng an toàn để tiếp tế cho các con tàu của mình, sau đó quay ra đánh úp Valletta. Thống lĩnh Ferdinand von Hompesch zu Bolheim đã không lường trước hay chuẩn bị đối phó với mối đe dọa này, không đưa ra những chỉ đạo cần thiết và dễ dàng đầu hàng Napoléon, biện minh rằng hiến chương của hội không cho phép đánh nhau với người Kitô hữu. Năm 1799, do bị chỉ trích và chịu sức ép từ triều đình Áo, ông đã từ chức và bỏ đi ở ẩn.
Các Hiệp sĩ nay phải phân tán đi các nơi, mặc dù Dòng tu vẫn tiếp tục tồn tại nhưng với quy mô nhỏ hơn, và thương thuyết với các triều đình châu Âu để khôi phục Dòng tu. Hoàng đế Nga Pavel I, thu nhận nhiều nhất các Hiệp sĩ của Dòng tu, cấp cho họ nơi cư trú tại St. Petersburg, dẫn đến việc bành trướng ảnh hưởng, uy tín và truyền thống của Dòng tu Cứu tế tại Nga trong giới Hiệp sĩ Nga. Các thành viên của Dòng tu tại St Petersburg bầu Sa hoàng Pavel làm Đại thống lĩnh của Hội, dù quyết định này không được Giáo hội Công giáo Rôma thông qua (người Nga theo đạo Chính thống giáo) – đối địch với Đại thống lĩnh von Hompesch, cho tới khi ông này từ nhiệm, khiến cho Pavel I trở thành người lãnh đạo duy nhất trên thực tế. Với vai trò là Đại thống lĩnh của Dòng tu, Pavel I thành lập thêm (ngoài Dòng Công giáo Rôma), một "Dòng tu Nga", sở hữu không dưới 118 lãnh địa, làm lu mờ tất cả các chi nhánh còn lại Dòng tu, và chấp nhận tất cả những người Kitô hữu, không phân biệt nguồn gốc giáo hội nào.
Tới đầu những năm 1800, Dòng tu bị suy yếu nghiêm trọng do để mất các tu viện trên khắp châu Âu. Cho đến năm 1810 chỉ còn 10% thu nhập của họ đến từ các nguồn truyền thống ở châu Âu, còn 90% là do chi hội ở Nga đóng góp. Điều này phản ánh một phần trong cách tổ chức của Hội, nay được đặt dưới quyền các Phó chỉ huy hơn là các Đại thống lĩnh trong thời kỳ 1805 đến 1879 khi Giáo hoàng Leo XIII phục chức một Đại thống lĩnh cho Dòng tu. Điều này báo hiệu sự thay đổi vận mệnh của hội như một tổ chức nhân đạo và tôn giáo. Bệnh viện lại trở thành công việc chính của hội. Bệnh viện và các hoạt động phúc lợi của Hội được tổ chức trên quy mô lớn trong Chiến tranh thế giới thứ nhất, được mở rộng mạnh mẽ và tăng cường trong Chiến tranh thế giới thứ hai dưới thời Đại thống lĩnh Fra' Ludovico Chigi della Rovere Albani (1931-1951).
Gần đây hội thực hiện một sứ mệnh ở Malta, sau khi ký một thỏa thuận với chính phủ Malta về việc cho phép họ độc quyền sử dụng pháo đài St. Angelo trong 99 năm. Ngày nay, sau khi được sửa chữa, pháo đài là nơi tổ chức các hoạt động văn hóa và lịch sử liên quan đến Dòng.

## Dòng Chiến sĩ Toàn quyền Malta

Lá cờ Dòng Chiến sĩ Toàn quyền Malta

Năm 1834, các Hiệp sĩ thiết lập một đại bản doanh mới tại Roma. Dòng Hiệp sĩ nay được biết đến với tên gọi Dòng Chiến sĩ Toàn quyền Malta (SMOM), là một Dòng Hiệp sĩ Công giáo. Tính độc lập, có chủ quyền của Dòng Hiệp sĩ này được nhiều tổ chức quốc tế công nhận, được chấp nhận làm quan sát viên tại Liên Hợp Quốc và một số tổ chức khác. Dòng Chiến sĩ Toàn quyền Malta có quan hệ ngoại giao với chừng 100 quốc gia, với nhiều đại sứ, họ có hộ chiếu, hệ thống tiền tệ, tem thư và biển đăng ký xe cộ riêng. Thái tử và Đại thống lĩnh của Dòng phục vụ với chức trách Phó vương của Giáo hoàng, giúp đỡ các nhà ngoại giao của Vatican trong việc di chuyển, đi lại, đề xuất bổ sung luật pháp, và bỏ phiếu trong các vấn đề ngoại giao quốc tế. Tuy nhiên, một số học giả đặt vấn đề nghi vấn tính hợp pháp của tuyên bố chủ quyền của Dòng tu.

## Thao khảo
- Cohen, R. (ngày 15 tháng 4 năm 2004) [1920]. Julie Barkley, Bill Hershey and PG Distributed Proofreaders (biên tập). Knights of Malta, 1523-1798. Project Gutenberg. Truy cập ngày 29 tháng 5 năm 2006. {{Chú thích sách}}: Đã định rõ hơn một tham số trong |author= và |last= (trợ giúp)
- Nicholson, Helen J. (2001). The Knights Hospitaller. ISBN 1-84383-038-8.
- Noonan, Jr., James-Charles (1996). The Church Visible: The Ceremonial Life and Protocol of the Roman Catholic Church. Viking. tr. 196. ISBN 0-670-86745-4.
- Read, Piers Paul (1999). The Templars. Imago. tr. 118. ISBN 85-312-0735-5.
- Some Notes About the Sovereign Military Order of Malta in the U.S.A. "Nobilta" (Rivista di Araldica, Genealogia, Ordini Cavallereschi September/tháng 10 năm 1999). Istituto Araldico Genealogico Italiano., Vol VII, No. 32. Reference by Carl Edwin Lindgren relating only to the Order in the United States.
- Tyerman, Christopher (2006). God's War: A New History of the Crusades. Allen Lane. tr. 253. ISBN 0-7139-9220-4.
- Peyrefitte, Roger. Knights of Malta. Translated from the French by Edward Hyams. Secker & Warburg, London, 1960, page 96.

## Lien kết ngoài
- A Research Website on the Order of St John Lưu trữ ngày 7 tháng 10 năm 2007 tại Wayback Machine
- The Acquisition of Sovereignty by Quasi-States: The case of the Order of Malta by Dr Noel Cox
- WorldStatesmen
- Sovereign Military Order of Malta - official site
- Venerable Order of St John - official site
- Alliance of Orders of St John of Jerusalem - official site
- Castle Consuegra, ceded to the Knights Hospitaller in 1183 by King Alfonso VIII Lưu trữ ngày 31 tháng 1 năm 2014 tại Wayback Machine
- Hospitallers of St. John of Jerusalem
- http://www.orderofsaintjohn.info Lưu trữ ngày 23 tháng 5 năm 2011 tại Wayback Machine
- http://www.fanaticus.org/DBA/armies/IV56.html Lưu trữ ngày 27 tháng 9 năm 2007 tại Wayback Machine
- The Knights of Malta Lưu trữ ngày 27 tháng 5 năm 2007 tại Wayback Machine - article
- Dr H.J. Hoegen Dijkhof (attorney) The legitimacy of Orders of St. John: a historical and legal analysis and case study of a para-religious phenomenon - PhD study of the Leiden University discussing how to determine if an Order of St. John has a legitimate character